# Эпсилон Индейца
Э́псилон Инде́йца (ε Ind / ε Indi) — близкая к Солнцу одиночная звезда с двумя сверхпланетными компаньонами и экзопланетой (суперъюпитером). Находится на расстоянии 11,867 ± 0,004 светового года (3,6384 ± 0,0013 пк) от Земли. Видима в южном полушарии и тропиках.

## Характеристики

### Главная звезда
Главная звезда системы (ε Ind) имеет спектральный класс K5Ve (то есть относится к оранжевым карликам) и излучает света в 7 раз меньше, чем Солнце. Масса — 0,75 масс Солнца. Имеет оранжевый цвет, температура поверхности — 4620 К. Её металличность близка к металличности Солнца, что служит косвенным указанием на возможность существования в системе землеподобных планет. Джиада Арни из Центра космических полётов Годдарда (НАСА), изучавшая оранжевые карлики спектрального класса K, считает звёзды Эпсилон Индейца, HD 156026 (36 Змееносца C), 61 Лебедя AB и Грумбридж 1618 отличными целями для будущих поисков биосигнатур, так как биомаркер кислород-метан более выражен на орбите у оранжевых карликов, чем у жёлтых карликов, подобных Солнцу (поскольку в спектре более холодных оранжевых карликов меньше ультрафиолета, способствующего окислению метана кислородом).

### Эпсилон Индейца b и Эпсилон Индейца c
В январе 2003 года у ε Индейца A прямым наблюдением был обнаружен спутник — коричневый карлик ε Индейца b, обращающийся вокруг оранжевого карлика по орбите радиусом 1460 а.е.. В августе 2003 года было установлено, что этот коричневый карлик является близкой оптически-двойной системой в виде двойной сверхпланеты, состоящей из коричневого карлика раннего спектрального класса T1V (ε Ind b) и коричневого карлика позднего спектрального класса T6V (ε Ind c). Они являются сравнительно холодными коричневыми карликами/сверхпланетами с молекулярными линиями метана в спектре. Расстояние между компонентами — 0,6 угловой секунды (около 2,5 а.е.). Эпсилон Индейца b имеет массу 47 ± 10 масс Юпитера, а Эпсилон Индейца c — 28 ± 7 масс Юпитера. На момент открытия (2003) это были ближайшие известные коричневые карлики.

### Планетная система
У ε Индейца также был обнаружен дрейф лучевых скоростей, который невозможно объяснить воздействием известной пары коричневых карликов. Если он вызывается планетой Эпсилон Индейца d, то её масса должна быть больше массы Юпитера, большая полуось орбиты — быть больше 8,57 а.е., а орбитальный период — превышать 30 лет.
В 2024 году анализ наблюдений на инфракрасном космическом телескопе «Джеймс Уэбб» подтвердил существование планеты-суперюпитера у звезды Эпсилон Индейца. Планета зарегистрирована прямым наблюдением на коронографических снимках с помощью инструмента MIRI, полученных 3 июля 2023 года, она находится на угловом расстоянии 4,11′′ к северо-востоку от главной звезды системы (соответствует проецируемому расстоянию 15 а.е.). Планета, получившая обозначение ε Ind Ab, имеет видимый блеск 13,16m и 11,20m в инфракрасных диапазонах 10,65 мкм и 15,50 мкм, соответственно. После обнаружения планеты наблюдения были подтверждены анализом архивных снимков, полученных наземным телескопом VLT с помощью инструмента VISIR/NEAR в 2019 году, на которых также виден слабый объект в ожидаемом месте. Температура планеты оценивается в 280 К, возраст 3,5 млрд лет. Масса — от 6,3 до 8,6 масс Юпитера (первое значение получено из фотометрических моделей, второе соответствует динамическим моделям системы).

## Интересные факты
- Считается, что в окрестностях Солнечной системы это одна из трёх звёзд (наряду с Тау Кита и Эпсилоном Эридана), наиболее похожих по характеристикам на Солнце, в связи с чем её планетная система может служить местом возникновения жизни (и даже разума). Эпсилон Индейца является классическим объектом программ CETI и SETI, а также часто выступает как обитаемая система в научной фантастике.
- Эпсилон Индейца находится на третьем месте (после 61 Лебедя и Грумбридж 1830) по скорости собственного движения среди всех звёзд, видимых с Земли невооружённым глазом.
- Солнце из системы Эпсилона Индейца видно как звезда 2-й величины в созвездии Малой Медведицы.

## Ближайшее окружение звезды
Следующие звёздные системы находятся на расстоянии в пределах 10 световых лет от системы ε Индейца:
| Звезда         | Спектральный класс    | Расстояние, св. лет |
| Лакайль 8760   | K7—M2 Ve              | 4,3                 |
| Лакайль 9352   | M0,5 Ve               | 4,7                 |
| Глизе 832      | M1,5 V                | 4,8                 |
| EZ Водолея ABC | M5,0—5,5 Ve / ? / ?   | 8,2                 |
| Росс 154       | M3,5 Ve               | 8,9                 |
| δ Павлина      | G5-8 V—IV             | 9,2                 |
| α Центавра ABC | G2 V / K0 V / M5,5 Ve | 9,7                 |
| HIP 82725      | ?                     | 9,7                 |
| Глизе 674      | M2,5—3 V              | 9,9                 |
| L 347-14       | M4,5 V                | 9,9                 |
| Лейтен 726-8   | M5,6 Ve               | 10,0                |

## Эпсилон Индейца в культуре
У звезды Эпсилон Индейца (точнее, на планете, обращающейся по «восьмёрочной» орбите вокруг карликов ε Ind b и ε Ind c) расположена колония землян в романе Алекса Розова «Неандертальский томагавк в астроархеологии», примыкающем к т. н. «Меганезийскому» циклу. Ещё две колонии, вокруг планет системы ε Ind, погибли вскоре после высадки.
В серии компьютерных игр и книг Halo в системе Эпсилона Индейца располагалась слаборазвитая аграрная колония Харвест («урожай»). Именно там произошла первая встреча с враждебными инопланетянами (Ковенантом), с которой началась война.